# Tenzin Ösel Rinpoché
Tenzin Ösel Rinpoché (tibétain : བསྟན་འཛིན་འོད་གསལ་རིན་པོ་ཆེ་, Wylie : bstan 'dzin 'od gsal) est né en 1985 à Bubion, province de Grenade, de parents espagnols qui avaient été des étudiants de Lama Thubten Yeshe. Quatorze mois plus tard le 14e Dalai Lama a confirmé les suggestions qu'il serait le tulkou, ou réincarnation, de Lama Yeshe.

## Biographie
Né Osel Hita Torres, Lama Ösel est le fils de Maria Torres et de Francisco Hita ; et est le cinquième de six frères et sœurs : Yeshe, Harmonia, Lobstang, et Dolma, ses aînés, et KunKyen, son jeune frère. À l'adolescence, Lama Ösel a suivi une éducation à la fois occidentale et tibétaine traditionnelle au monastère de Séra en Inde du sud où il a pris les vœux monastiques. Il a aussi suivi des études à St. Michaels University School (en), une école secondaire privé de Victoria (Colombie-Britannique).
Il y a quelques années, Hita a abandonné la vie monastique. Il s’est inscrit à l’université de Madrid et, en 2008, a obtenu un diplôme en cinématographie.
Vicki Mackenzie (en) a écrit un livre au sujet de Lama Yeshe et de Lama Osel  intitulé L'enfant lama.

## Controverse de 2009
Comme étudiant à l'université certains journaux ont prétendu qu'Ösel s'est progressivement éloigné de la FPMT, et en 2009, certains journaux ont fait des déclarations précisant son intention de mener une vie indépendante de cette organisation[citation nécessaire].
Dans le journal espagnol El Mundo, il a remarqué que
À 14 mois, j'ai été reconnu et porté en Inde. Je fus vêtu d'un chapeau jaune, je me suis assis sur un trône, on m'a vénéré... J'ai été loin de ma famille et placé dans une situation médiévale dans laquelle j'ai beaucoup souffert. C'était comme de vivre un mensonge.
En 3 juin 2009, cependant, le site de la FMTP a publié une déclaration de Hita mettant en doute certaines publications de journalistes :
Cette expérience était vraiment excellente et je l'apprécie beaucoup. Cependant, certains médias utilisent des méthodes pour réaliser un reportage à sensation et exagérer une histoire inhabituelle. Aussi, j'espère que ce qui a été publié des journaux ne soit pas lu et compris trop littéralement. Il ne faut pas croire tout ce qui est écrit ! L'expérience montre que, malgré les efforts déployés individuellement pour transmettre honnêtement et sincèrement des informations clés au cours d'entretiens, le résultat imprimé peut avoir une tendance sensationnaliste visant à obtenir plus d'attention. La FPMT fait un excellent travail et Lama Thubten Zopa Rinpoché est une personne hors du commun - très inspirant et un grand yogi. [...] Il n'y a pas de séparation entre moi et la FPMT.

## Reprise de vocation
Selon des vidéos mises sur l'internet, on sait qu'il reprend l'enseignement du dharma à partir du 2012, à Singapour, Malaisie, Népal, Inde, Espagne, France, Royaume-Uni, Hollande, États-Unis, etc. 
A l'Institut Vajra Yogini qu'il a fondé pendant sa vie précédente, il donne des conférences sur l'enseignement du Bouddha en anglais, parfois avec des mots et des petites phrases en français. 

### Biographie
- L'enfant lama : histoire d'une réincarnation, Vicki Mackenzie, Robert Laffont, 1991,  (ISBN 2221066510), traduction par Colette Viérick de Reincarnation - The boy Lama, Bloomsbury Publishing, 1988,  (ISBN 0-7475-0156-4)
- Enfants de la réincarnation, Vicki Mackenzie, Laffont, 1996,  (ISBN 2221081900), traduction par Jean-Marc Jacot de Reborn in the West, Harper Collins, 1996.  (ISBN 9782221081907)

### articles connexes
- Fondation pour la préservation de la tradition du Mahayana